# ヘザー・レネ・スミス
ヘザー・レネ・スミス（Heather Rene Smith、1987年1月8日 - ）はアメリカ合衆国のモデル。
カリフォルニア州サリナス出身。